# Пригоди Квентіна Дорварда, стрілка королівської гвардії
«Пригоди Квентіна Дорварда, стрільця королівської гвардії» (рос. «Приключения Квентина Дорварда, стрелка королевской гвардии») — радянський художній фільм режисера Сергія Тарасова, знятий на кіностудії «Мосфільм» за участю румунської кіностудії «Букурешть» за історичним романом Вальтера Скотта «Квентін Дорвард» у 1988 році. Прем'єра фільму відбулася в липні 1989 року.

## Сюжет
Франція, XV століття. Молодий шотландець, який прагне гідно докласти свої сили, обласканий королем і прийнятий в гвардію. Незабаром король доручає йому важку місію, однак справа виявляється підступним обманом. Рятуючи кохану, стрілець гвардії проявляє чудеса мужности і благородства.

## У ролях
- Олександр Кознов —  Квентін Дорвард, шотландський дворянин і стрілець на службі в короля
- Ольга Кабо —  Ізабелла де Круа
- Олександр Лазарєв — Людовик XI
- Олександр Яковлєв — Карл, герцог Бургундський
- Олександр Пашутін —  Олів'є Ле Ден, цирульник, наближений короля
- Юрій Кузнєцов —  королівський прево Трістан Відлюдник
- Леонід Кулагін —  Леслі Мічений, шотландський дворянин, офіцер королівської гвардії, дядько Квентіна Дорварда
- Борис Хмельницький —  циган Хайраддін (озвучує Олексій Золотницький)
- Паул Буткевич —  лорд Кроуфорд
- Борис Хімічев — граф де Кревкер
- Вітаутас Томкус —  Гійом де ла Марк
- Яна Друзь —  Марта
- Михайло Солодовник —  герольд
- Олександр Іншаков —  Конрад Хорст, командир загону найманців на службі в Гійома де ла Марка
- Сергій Тарасов —  єпископ Льєзький
- Андрій Юренєв —  граф Кампо-Бассо

## Знімальна група
- Автор сценарію і режисер-постановник:  Сергій Тарасов
- Оператор-постановник: Анатолій Іванов
- Композитор: Ігор Кантюков
- Художник-постановник:  Віктор Юшин